# Paesaggio paludoso
Paesaggio paludoso è un dipinto  a olio su tela del pittore olandese Vincent van Gogh, realizzato nel 1883.

## Descrizione
Dal 1883 al 1885, van Gogh visse nella regione di Drenthe (Paesi Bassi), pianeggiante e intrisa di canali, con un paesaggio di palude e nebbia. Per tutto il 1883, l'artista lavorò sulla sua serie di cottage per contadini, esplorando il terreno locale pieno di paludi, fossati e canali. 
Come gran parte del suo lavoro di quel periodo, Paessaggio paludoso è dipinto con toni terrosi, dando l'impressione di essere dipinto con il terreno stesso. Da solo nella natura selvaggia, Vincent attingeva al potere della natura e al silenzio delle paludi che lo ispiravano. Infatti scrisse a suo fratello Theo:
(Vincent Van Gogh)